# Гай (административно-территориальная единица)
Город Гай — административно-территориальная единица в составе Оренбургской области (соответствует виду город областного значения).
Административный центр — город Гай.
С точки зрения муниципального устройства на территории города Гая и Гайского района образован Гайский городской округ.
До 1 января 2016 года в границах города Гая и подчинённого населённого пункта существовал городской округ город Гай.

## Состав
В состав административно-территориальной единицы город Гай входят сам город Гай и посёлок Калиновка, образующий Калиновский поссовет.
| № | Населённый пункт | Тип населённого пункта | Население |
| - | ---------------- | ---------------------- | --------- |
| 1 | Гай              | город                  | ↘32 363   |
| 2 | Калиновка        | посёлок                | ↘593      |